# Scarites megacephalus
Scarites megacephalus är en skalbaggsart som beskrevs av Hlavac. Scarites megacephalus ingår i släktet Scarites och familjen jordlöpare. Inga underarter finns listade i Catalogue of Life.